# Julius Kovazh
Julius Kovazh (* 6. Juli 1930; † 2. Dezember 2012) war ein österreichischer Fußball-Nationalspieler.

## Karriere
Julius Kovazh stieg mit dem SC Olympia 33 von der Wiener Landesliga bis in die A-Liga auf, wo der einsatzstarke Spieler auf seine Stürmerqualitäten aufmerksam machen konnte. Mit Olympia gelang in der Saison 1957/58 der Klassenerhalt, er selbst schoss unter anderem das einzige Tor beim Sensationssieg gegen die Austria. Bereits am 13. Oktober 1957 war Julius Kovazh auch in die Nationalmannschaft einberufen worden, er wurde schließlich in der 70. Minute für Adi Knoll beim 2:2 gegen die Tschechoslowakei eingewechselt. 
1958 wechselte Julius Kovazh innerhalb der A-Liga zum Kremser SC, wo er unter anderem an der Seite von Ernst Bokon im Sturm auflief. Mit den Niederösterreichern spielte der Stürmer zwei Jahre lang in der höchsten Liga, ehe 1959/60 der unglückliche Abstieg via Relegation gegen den FC Dornbirn 1913 kam. Julius Kovazh wechselte zurück nach Wien und ging in die Regionalliga Ost zum FC Stadlau. Insgesamt waren ihm 16 Tore in 57 A-Liga-Spielen gelungen.

## Erfolge
- 1 × Österreichischer Zweitligameister: 1957 (B-Liga)

- 1 Spiel für die österreichische Fußballnationalmannschaft 1957

| Personendaten    | Personendaten                            |
| ---------------- | ---------------------------------------- |
| NAME             | Kovazh, Julius                           |
| ALTERNATIVNAMEN  | Burli                                    |
| KURZBESCHREIBUNG | österreichischer Fußball-Nationalspieler |
| GEBURTSDATUM     | 6. Juli 1930                             |
| STERBEDATUM      | 2. Dezember 2012                         |